# 10a Flotilla MAS
La X Flotilla MAS (italià: Xª Flottiglia MAS), també coneguda com a Decima MAS, X MAS, 10ª Flottiglia MAS, o la Decima, va ser una unitat especial de la Regia Marina italiana, la primera flotilla MAS establerta, el nom de la qual està vinculat a nombroses empreses de guerra d'assalt i incursió.
Nascuda l'any 1939 com Iª Flottiglia MAS, va ser un dels tres flotilles MAS de la Regia Marina en esclatar la Segona Guerra Mundial. La unitat va canviar oficialment el seu nom a "10ª Flottiglia MAS" el 14 de març de 1941. [3]
Sobretot en la fase inicial, les empreses de la unitat no es van coronar amb èxit i van provocar moltes pèrdues entre les tripulacions, com en el cas de l'atac fallit a Malta el 1941. Amb la millora dels mitjans, èxits com el de Suda Bay es van aconseguir (25-26 de març de 1941) o l'atac d'Alexandria del 19 de desembre de 1941, que va privar la Royal Navy dels seus cuirassats a la Mediterrània durant molt de temps.
Amb l'armistici del 8 de setembre de 1943, la Xª Flottiglia MAS, sota el comandament de Junio Valerio Borghese, va ser bloquejada en gran part a La Spezia on es va reorganitzar en un cos franc, després va entrar a la Marina Nacional Republicana. Els elements que quedaven al sud, juntament amb nombrosos presoners alliberats dels camps de presoners aliats, van reorganitzar la unitat amb el nou nom de "Mariassalto": aquesta unitat de la Regia Marina, amb base a Tàrent, comandada pel capità de fragata Ernesto Forza, va continuar amb les activitats bèl·liques, ara sota ordres aliades.
L'any 1954 el grup es va reconstituir amb el nom de Comsubin (Comando Subacquei ed Incursori).

## La 1a Flotilla MAS

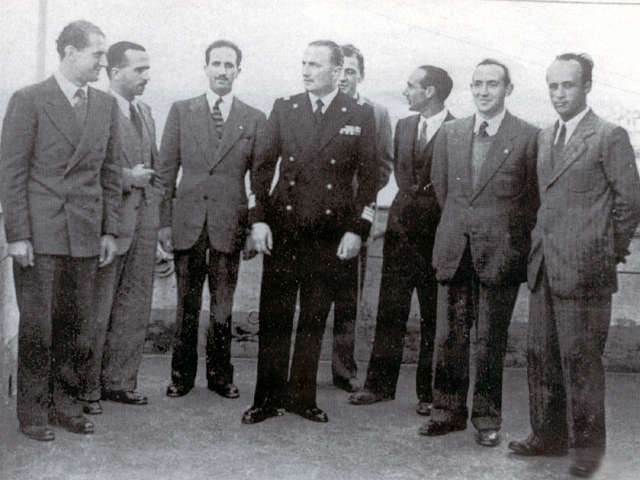
Els membres de la 1a Flottiglia MAS el 1939. D'esquerra a dreta, el tinent Luigi Durand de la Penne (medalla d'or), el capità (GN) Teseo Tesei (medalla d'or), el capità mèdic Bruno Falcomatà (medalla d'or), el capità de fragata Paolo Aloisi (medalla de plata), tinent (GN) Gian Gastone Bertozzi (medalla de plata), tinent de vaixell Gino Birindelli (medalla d'or), capità (AN) Gustavo Maria Stefanini, guardiamarina Giulio Centurion.

El 28 d'octubre de 1938, l'Oficina de Plans i Operacions de la Regia Marina va proposar l'establiment de la "1ª Flottiglia MAS", amb seu a La Spezia. La unitat es va establir el 23 d'abril de 1939 amb el comandant del capità de fragata Paolo Aloisi.
En vigílies de l'esclat de la Segona Guerra Mundial, la Marina també va decidir reprendre els estudis per a l'ús operatiu de torpedes de viatge lent (anomenats "porcs") i les llanxes. L'activitat de la flotilla es va dirigir inicialment a experimentar en secret amb les noves armes de la Marina; per tant es va convertir en una unitat especial, amb activitat reservada.

## Segona Guerra Mundial
En esclatar la Segona Guerra Mundial el juny de 1940 va ser una de les tres flotilles MAS en servei, depenent directament de l'Estat Major de la Marina.
Es va confirmar l'ús dels mitjans presents a la 1a Flotilla (5 esquadrons, amb un total de 20 MAS) i també es va reconèixer formalment l'especialitat dels homes d'assalt, bussejadors capaços de nedar fins a sota dels vaixells enemics per col·locar-los explosius. Els mitjans utilitzats per portar aquestes ogives, d'uns 300 kg de pes, eren els torpedes modificats, coneguts com a torpedes de viatge lent o "porcs". El departament de busseig estava ara comandat pel tinent de vaixell Junio Valerio Borghese. Al centre hi havia un departament tècnic-experimental, comandat pel tinent Angelo Belloni, per a estudis i investigacions sobre les aplicacions de nous equips, que havien de millorar l'eficiència i la seguretat de tots els equips submarins subministrats a la flotilla. Entre els usuaris hi havia el "Grup Gamma", comandat pel tinent Eugenio Wolk; aquest grup va introduir l'ús d'aletes i guants palmells durant l'entrenament per a futures missions.
Pel que fa a les llanxes a motor modificades, les petites embarcacions explosives, van ser col·locades en una unitat comandada per Giorgio Giobbe, que inicialment no es va utilitzar perquè aquestes embarcacions es consideraven "vehicles improvisats". Les "barques petites" tenien la seva base a La Spezia, al "Balipedio Cottrau" del Varignano.
Per a l'èxit de les incursions, també va ser necessari un equipament especial, no només des del punt de vista dels mitjans ofensius, sinó també dels aparells de navegació (brúixoles) i accessoris (calibres de profunditat): tot va ser objecte d'estudi acurat.
Però la fortíssima motivació amb què els operadors de la Xª entraven en acció sempre va sortir a primer pla, dirigida contra el potencial bèl·lic més que contra els homes.
| «                                                                          | Al llarg de la Segona Guerra Mundial els vaixells d'assalt de la Marina Italiana van patir pèrdues percentuals molt elevades, van infligir forts cops a l'enemic en moments especialment crítics de la situació naval a la Mediterrània, però no van matar pràcticament ningú... L'assalt va ser l'únic mitjà de guerra que només tenia com a objectiu la destrucció del material de l'enemic... | » |
| — del llibre de l'almirall Virgilio Spigai, Cento uomini contro due flotte | |   |

### Els inicis

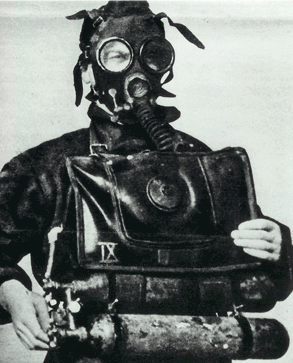
Submarinista GAMMA de la X Flotiglia MAS

Les primeres accions d'atac van acabar amb resultats poc encoratjadors, de vegades desastrosos. En la primera missió, anomenada GA1, destinada a atacar el port d'Alexandria el 22 d'agost de 1940 al golf de Bomba, es van trobar el submarí Iride, que havia carregat quatre SLC des del torpediner Calipso, i el vaixell a motor Monte Gargano, enfonsat pels britànics amb grans pèrdues humanes. Cinc mariners de l'Iride, torpedinats per un Swordfish, van ser salvats per alguns dels operadors de la Xª que es trobaven temporalment a bord del Monte Gargano en el moment de l'enfonsament del submarí.
Una segona operació contra Alexandria, el GA2, i una contra Gibraltar, el BG1, van acabar sense resultats positius, encara que amb pèrdues humanes menors: a la missió GA2 hi va haver un mort i el submarí Gondar va ser enfonsat després d'una agonia de diverses hores, mentre que la segona, dirigida pel comandant Borghese al submarí Scirè, va ser cancel·lada quan el submarí ja es dirigia cap a Gibraltar, perquè l'esquadra naval objectiu de la incursió havia sortit del port. Amb l'enfonsament del Gondar, a més de la tripulació, el comandant Giorgini i diversos assaltants van ser fets presoners pels britànics.
El 29 d'octubre de 1940 el Scirè (encara comandat per Borghese i amb tres SLC a bord), va tornar a intentar una acció anomenada BG1 contra Gibraltar, que va ser interrompuda i tornada a intentar com a BG2 el 30 del mateix mes. La parella de la Penne - Bianchi va ser albirada de seguida per una barca enemiga i per no despertar sospites van agafar sota l'aigua el seu SLC, que tanmateix es va avariar i els va impedir tornar a pujar. Els dos atacants la van abandonar i van nedar cap a la costa espanyola. Tesei i Pedretti, pilotant un altre SLC, van poder arribar a la boca del port, però en el moment de la immersió van comprovar que els seus respiradors no funcionaven, i van haver de renunciar a enfonsar el vaixell i nedar fins a la costa espanyola, des d'on van ser repatriats juntament amb de la Penne i Bianchi. Birindelli i Paccagnini, malgrat els problemes de flotabilitat amb el seu vaixell, un respirador amb fuites i una velocitat una mica reduïda, van aconseguir amb gran habilitat arribar als 70 metres del cuirassat Barham superant les xarxes antitorpedes col·locades en la seva defensa. En aquest punt, de manera inesperada, el SLC es va congelar al fons marí. Birindelli (quedat sol des que Paccagnini havia pujat a la superfície per falta d'oxigen) va intentar arrossegar l'ogiva just sota el vaixell enemic, però al cap de poc temps va haver d'abandonar les seves intencions ja que estava esgotat. Un cop tornat a la superfície, va intentar escapar, però va ser descobert i fet presoner juntament amb Paccagnini pels soldats anglesos.
La missió va ser un fracàs total, però almenys s'havia demostrat la capacitat dels bussejadors per penetrar en un port enemic ben tripulat.

### Reconstrucció com a Xª Flotilla MAS
Després d'aquests costosos fracassos inicials, i després de la captura del comandant Mario Giorgini al setembre, el comandament de tot el departament va ser confiat al capità de fragata Vittorio Moccagatta. El 15 de març de 1941 la 1ª Flottiglia MAS va ser rebatejada per la Supermarina (precisament a proposta feta el 10 de març de 1941 per Moccagatta) 10ª Flottiglia MAS. El nou nom va ser escollit en referència a la legió predilecta de Juli Cèsar, la Legió X Gemina.

### Els primers èxits
| « | Si la Xª MAS hagués estat plenament operativa el juny de 1940, quan els britànics encara no disposaven de l'Ultra ni de bons sistemes de vigilància als ports d'Alexandria, Gibraltar i Valletta, la guerra probablement hauria tingut un desenllaç molt diferent. | » |

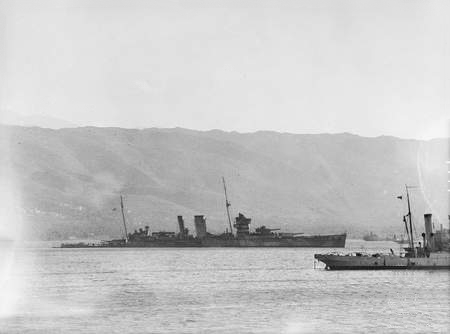
El York enfonsat a la badia de Suda, 1941

La primera acció coronada amb èxit va ser la del 25 de març de 1941: sis petites embarcacions explosives van apuntar a diverses unitats enemigues a la badia de Suda, Creta, enfonsant entre altres coses el creuer York. L'atac, sota el comandament del tinent Luigi Faggioni, va ser dut a terme precisament per sis MTM que van aconseguir forçar els obstacles de la badia durant la nit i van romandre en espera fins que la llum de l'alba els va permetre identificar clarament els contorns dels objectius ancorats a la rada. Un punt va centrar el York, que es va assentar al fons marí, però amb danys tan greus que de totes maneres no es va recuperar; un segon, pilotat pel sergent d'artillers Emilio Barberi, que per l'acció seria condecorat amb la medalla d'or al valor militar, va colpejar el petrolier Pericles, i el tercer va fallar l'objectiu programat en colpejar un moll. La resta d'unitats presentaven problemes de caràcter mecànic o relacionats amb les malalties dels pilots per les condicions extremes en què operaven; llavors les tripulacions van provocar l'enfonsament dels seus vaixells.
Algunes operacions posteriors, però, no van tenir èxit. L'abril de 1941 es va intentar un reconeixement ofensiu a les aigües de Corfú, precisament a Porto Edda, comandat pel mateix Moccagatta. Dos MAS, el 539 i el 535, van escortar dos MTS, el primer tripulat pel capità de corbeta Giorgio Giobbe i el sotstinent de vaixell Aldo Massarini, i el segon amb el sotstinent Renato Iovine i el segon enginyer en cap Enrico Cerruti. La missió va ser avortada. A més, la nit entre el 25 i el 26 de maig de 1941, la missió BG3, encara apuntant a Gibraltar i basat en tres SLC que partien del submarí Scirè, va ser cancel·lada, però tots els operadors van tornar a la base.

### L'atac a Malta i la mort de Tesei

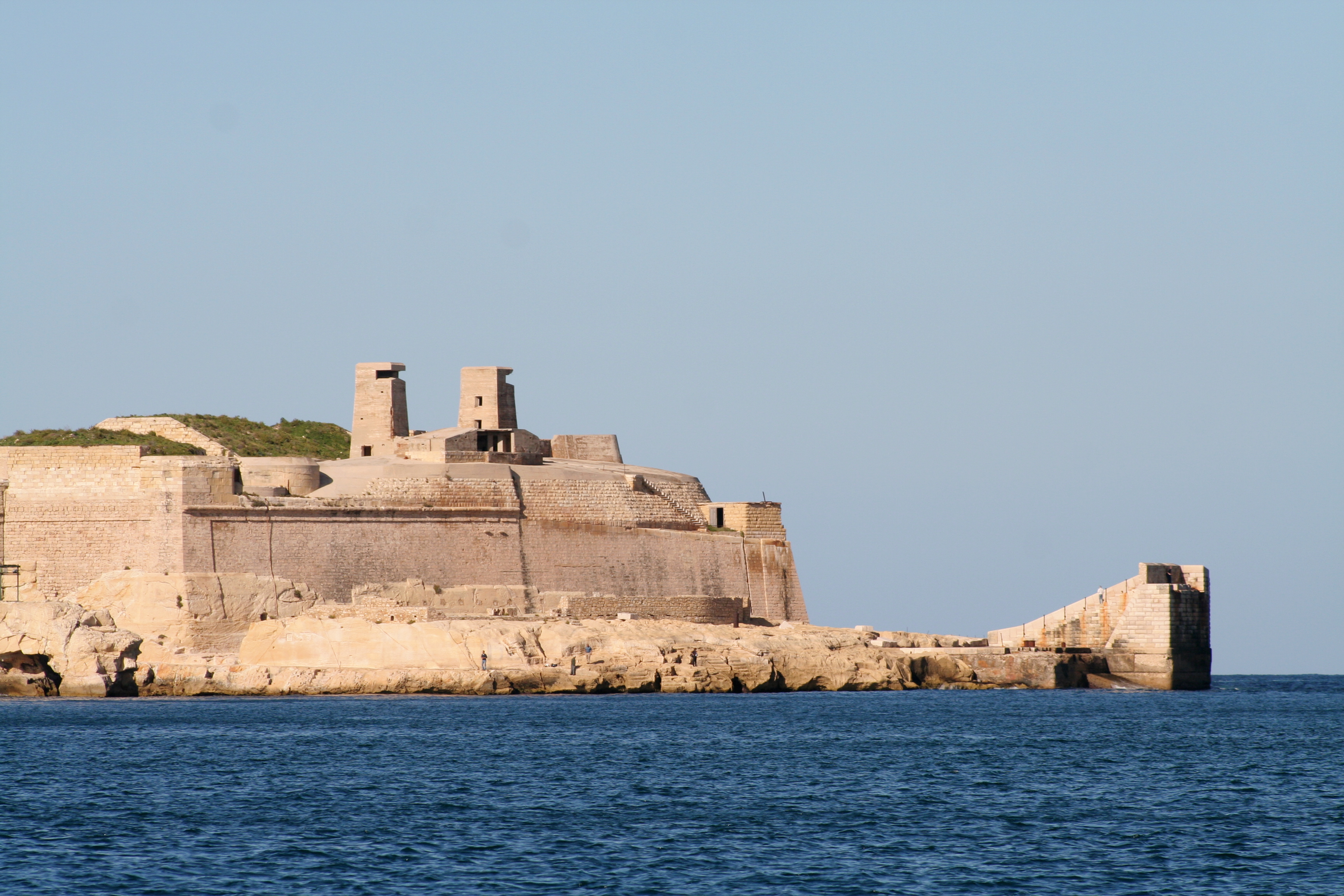
Fort Sant'Elmo l'any 2008; dreta, el buit ocupat abans de l'atac per les obstruccions que van fer volar els MTM italians

Al maig següent, es va intentar una altra missió contra el port de Gibraltar, de nou amb el submarí Scirè comandat pel tinent de vaixell Junio Valerio Borghese i encara caracteritzat per una fallada per problemes tècnics dels mitjans.
Al juliol, una acció ambiciosa i temerària contra Malta, anomenada Malta 2, va acabar en un desastre. Els dies 25 i 26 de juliol de 1941, la Xª MAS va intentar atacar la possessió britànica partint del vaixell de suport Diana i dos MAS, el 451 del subtinent Giorgio Sciolette i el 452 al comandament del tinent de navili Giobatta Parodi (que portava a bord el capità de fragata Vittorio Moccagatta i el capità mèdic Bruno Falcomatà); amb ells un gran grup de MTMs i dos SLC: el pla operatiu detallat a l'Ordre d'Operació 5/Apreveia que durant la nit l'SLC faria volar els obstacles del Ponte Sant'Elmo que tancava el port de La Valletta, i les petites embarcacions haurien de travessar immediatament la bretxa i colpejar els vaixells fondejats. L'altre SLC era atacar els submarins britànics al port. Els tres reconeixements de Moccagatta havien conclòs (erròniament) que els reflectors estaven entrellaçats amb els aeròfons, basant-se en les observacions del seu comportament durant els atacs aeris; en realitat hi havia sistemes de radar eficients que detectaven les unitats italianes a llarga distància, privant-les de qualsevol efecte sorpresa.
L'atac inicial a les obstruccions el va haver de fer el major Tesei, fundador del grup, que, davant el retard acumulat per les diferents avaries dels vaixells, va reunir el seu SLC amb el 2n mestre de bussejadors Alcide Pedretti per fer volar els obstacles. Tanmateix, les defenses de l'illa havien entrat en estat d'alerta gràcies als albiraments de radar; Tesei va explotar a temps zero (explosió immediata) ensorrant part del pont giratori de Sant'Elmo, però també bloquejant el pas; molts dels assaltants que es van llançar successivament contra l'entrada van ser segats des de les posicions que defensaven la boca d'una de les dues badies que integren el port, Marsamuscetto (l'altra és el Gran Port); finalment, de matinada, trenta avions de caça Hurricane britànics dels esquadrons 126, 185 i 251 van enlairar-se des dels aeroports de l'illa (Ħal Far i Luqa), que van identificar els vaixells de suport italians i els van atacar amb força, causant també nombrosos morts i ferits, entre els quals Moccagatta, tot i ser oposat per deu caces Macchi M.C.200 de la 54a Ala. A la batalla aèria, segons els italians, tres Hurricane van ser abatuts contra dos Macchi, mentre que els britànics afirmaven haver abatut tres Macchi, perdent només un Hurricane.
Per l'acció Tesei va rebre la medalla d'or al valor militar a títol pòstum, igual que Pedretti (tots dos tornats d'una primera missió contra Gibraltar i supervivents de l'enfonsament del submarí Iride durant l'operació GA1), i Moccagatta. El total de l'acció va ser de 15 morts i 18 presoners de les aproximadament 50 persones que havien participat en l'acció, mentre que només 11 parcialment ferits van tornar a bord del Diana escortats pel MAS 544 i el torpediner Cigno fins a Augusta; a aquests es van afegir la pèrdua de dos MAS (el MAS 452 va ser capturat i s'exposa en un museu de Malta), dos SLC i vuit MTM, un dels quals va ser capturat intacte pels britànics.

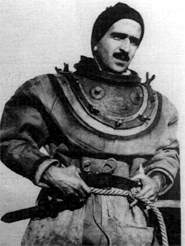
Teseo Tesei.

Tanmateix, els errors van ser útils per acumular experiència i afinar tècniques i materials. Fins i tot l'episodi de Malta, que podria haver marcat el final de la incursió submarina, va esdevenir en canvi l'esperó per fer-ho millor: Ernesto Forza, de la IIª Flottiglia MAS, estava al comandament, es van assignar nous recursos a les unitats d'assalt, mentre que els submarins i als de superfície es va sumar el nou "Grup Gamma", format per nedadors d'assalt.
El 20 de setembre de 1941 els "maiales" del Scirè van aconseguir finalment enfonsar dos vaixells de vapor i un camió cisterna militar a Gibraltar. El desembre següent, la Xª Flottiglia MAS va dur a terme la seva acció més coneguda, l'enfonsament dels cuirassats britànics Valiant i el vaixell insígnia Queen Elizabeth.

### L'enfonsament del Valiant i delQueen Elizabeth
| «                   | "... sis italians equipats amb materials de cost insignificant han sacsejat l'equilibri militar a la Mediterrània en benefici de l'Eix". | » |
| — Winston Churchill | |   |

La més famosa de les accions de la Xª Flottiglia MAS (operació GA3), l'enfonsament dels cuirassats britànics Valiant i Queen Elizabeth i del vaixell cisterna Sagona amarrat al port d'Alexandria a Egipte, es va dur a terme el 19 de desembre de 1941. Va ser una mena de venjança de les forces armades italianes per les greus pèrdues navals patides la nit de Tàrent (octubre de 1940). També va romandre famosa com l'Empresa d'Alexandria .
La missió GA3 va començar la nit del 3 de desembre, quan el submarí Scirè comandat pel tinent de vaixell Junio Valerio Borghese, va sortir del port de La Spezia. Al cap d'uns dies el vaixell va fer parada a l'illa egea de Leros, on va embarcar els operadors dels vaixells d'assalt, que van arribar al lloc després del trasllat aeri des d'Itàlia, i el 14 de desembre va marxar de nou cap a la costa egípcia, que va assolit durant la nit del dia 18, un dia de retard a causa d'una violenta tempesta marítima. A causa de l'arribada de tres destructors, els britànics van obrir una bretxa a les defenses del port, que van aprofitar tres torpedes de moviment lent cadascun pilotat per dos tripulants. Els assaltants havien d'arribar sota la quilla del seu objectiu, col·locar la càrrega explosiva i després abandonar la zona cap a terra i intentar de manera autònoma arribar al submarí que els esperaria uns dies després a Rosetta.

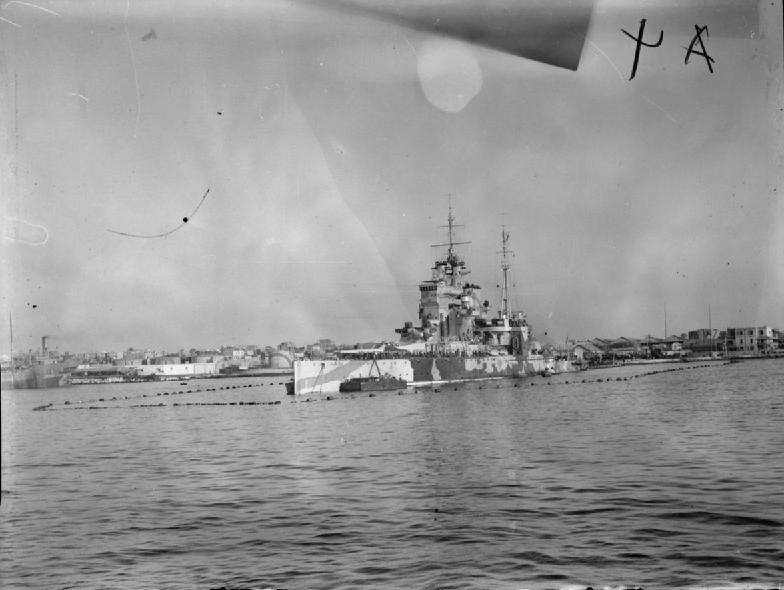
El envoltat per xarxes de torpedes al port d'Alexandria abans de l'atac.

El maiale nº 221, liderat per Luigi Durand de la Penne i Emilio Bianchi, es va dirigir cap al cuirassat Valiant Bianchi va caure per malaltia, mentre que de la Penne va aconseguir arribar al fons del casc del vaixell, on va enganxar la càrrega explosiva i després va tornar a la superfície; tanmateix, va ser capturat i portat al cuirassat. Poc després, els britànics també van capturar Bianchi, que havia sortit a la superfície i s'havia aferrat a una boia d'amarratge del cuirassat, i el van tancar al mateix compartiment sota la línia de flotació on havien deixat Durand de la Penne, amb l'esperança de convèncer-los que revelar la ubicació de les càrrehues. A les 05:30, mitja hora abans de l'explosió, de la Penne va trucar al personal de vigilància per ser dirigit per l'almirall Cunningham, comandant de la flota mediterrània., i informar-li del risc per a la tripulació; tanmateix Cunningham va fer portar l'oficial italià a on era. A l'hora prevista, l'explosió va esquinçar el casc del cuirassat provocant la inundació de diversos compartiments mentre que molts altres van ser envaïts pel fum, però el compartiment que allotjava els italians va romandre intacte i els dos van ser evacuats juntament amb la resta de la tripulació.
El maiale nº 222, conduït per Vincenzo Martellotta i Mario Marino, es va dirigir cap al petroler Sagona ; Tanmateix, Martellotta va ser colpejat per una malaltia, que va obligar els dos homes a navegar per la superfície; la tripulació va ser llavors capturada pels egipcis tan bon punt van arribar a terra.
El maiale nº 223, liderat per Antonio Marceglia i Spartaco Schergat, en una "missió perfecta" comparat amb els de la resta d'operadors, es va dirigir cap al Queen Elizabeth, on els dos homes can adherir l'ogiva del seu maiale; després van arribar a terra i van aconseguir fugir d'Alexandria, però van ser capturats l'endemà, a causa de l'aproximació amb què el Servei d'Intel·ligència Militar italià havia preparat la fugida: els assaltants van rebre bitllets que ja no tenien curs legal a Egipte, per intentar canviar el que la tripulació va perdre el temps; malgrat l'intent dels italians de fer-se passar per mariners francesos pertanyents a la tripulació d'un dels vaixells fondejats, van ser reconeguts i capturats.
Al voltant de les sis del matí de l'endemà es van produir les explosions que van danyar greument quatre vaixells, inclòs també el destructor Jervis, amarrat al costat del Sagona.

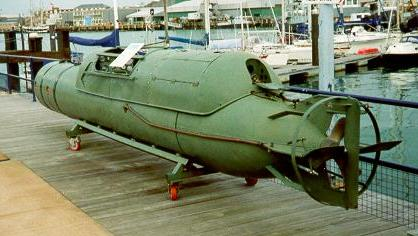
Exemplar del "Siluro San Bartolomeo" (un altre tipus de "torpede de carrera lenta") de la Segona Guerra Mundial, exposat al Museu Submarí de Gosport

Tot i que l'acció va ser un èxit, els vaixells es van enfonsar fins al fons i no es va poder assegurar de seguida que no poguessin tornar al mar. Malgrat tot, la pèrdua de vides humanes va ser molt limitada: només 8 mariners van perdre la vida. 

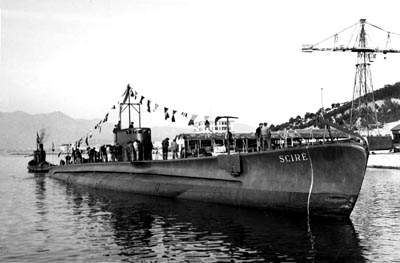
El submarí Scirè.

L'acció italiana va costar als britànics, pel que fa a la navegació pesant deixada d'utilitzar, com una batalla naval perduda i es va mantenir oculta durant molt de temps també a causa de la captura de les tripulacions italianes que portaven a terme la missió. El Valiant va patir danys al casc en una àrea de 20 x 10 m fins al port de la torre A, inundant el carregador de munició A i diversos compartiments contigus. Fins i tot els engranatges de la pròpia torre es van fer malbé i es va evitar el moviment mecànic, així com danys al sistema elèctric. El vaixell va haver de traslladar-se a Durban per a grans reparacions que es van dur a terme entre el 15 d'abril i el 7 de juliol de 1942. Tanmateix, les calderes i les turbines es van mantenir intactes. Al Queen Elizabeth, en canvi, se li va arrencar sota la sala de calderes B amb una fuita de 65 x 30 m que va passar d'estribord a babord, danyant el sistema elèctric i inundant també els carregadors de munició de 4,5", però deixant intactes les torres principal i secundària. El vaixell va tornar a la mar només per ser traslladat a Norfolk, Virgínia, on va romandre en reparació durant 17 mesos.
Per primera vegada des de l'inici del conflicte, la flota italiana era clarament superior a la britànica, que no tenia cap cuirassat en funcionament (el Barham havia estat al seu torn enfonsat per un submarí alemany el 25 de novembre de 1941). La Flota mediterrània a finals de 1941 només tenia quatre creuers lleugers i uns quants destructors.
Per enganyar els exploradors italians, l'almirall Cunningham va decidir quedar-se amb tota la tripulació a bord del vaixell insígnia que, afortunadament per a ell, descansava al fons del mar poc profund. Per mantenir creïble l'engany contra el reconeixement aeri, les cerimònies diàries, com ara l'aixecament de la bandera, es feien regularment als vaixells. Atès que l'enfonsament es va produir en aigües poc profundes, els dos cuirassats es van recuperar en els anys següents, però la derrota va representar un cop molt dur per a la flota britànica, que va condicionar l'estratègia operativa fins i tot lluny del teatre d'operacions mediterrani. En aquest sentit, Churchill va escriure:
| « | Totes les nostres esperances de poder enviar forces navals a l'Extrem Orient depenien de la possibilitat d'enfrontar amb èxit les forces navals oposades a la Mediterrània des del primer moment | » |

Tanmateix, els contrastos entre els estats majors de l'Eix no van permetre aprofitar aquesta gran oportunitat per conquerir el domini aeronaval a la Mediterrània i ocupar Malta.
Durant el període de l'armistici de la Penne va ser condecorat amb la medalla d'or al valor militar que li va ser fixada pel comodor Sir Charles Morgan, antic comandant del Valiant. La mateixa condecoració va ser concedida als altres cinc operadors de la Xª.

### Darrere de les línies
Al febrer de 1942, l'almirall Aimone Savoia-Aosta va ser posat al comandament de la Inspecció General de les Flotilles del MAS (els recentment constituïts "Generalmas"), amb seu primer a Livorno i després a Lerici. L'abril de 1943, dependents de "Generalmas", els flotilles del MAS es convertirien en sis.

#### Infiltrant-se a Malta
Una de les activitats menys conegudes de la unitat era infiltrar/exfiltrar sabotejadors i membres del servei secret darrere de les línies enemigues. Un dels casos més importants va ser el de Carmelo Borg Pisani, sottocapomanipolo de la Milícia marítima d'origen maltès, un irredentista que va arribar a Itàlia i es va unir al Partit Nacional Feixista per contribuir a la lluita antibritànica i la consegüent unió de Malta amb Itàlia.

La nit entre el 17 i el 18 de maig de 1942 Borg Pisani, que havia seguit un curs de tècniques d'infiltració i sabotatge, es va embarcar com a "sabotejador-informador" a Augusta al MTSM (Motoscafo da Turismo Silurante Modificato) 214 en força a la Xª Flottiglia Mas. Aquest vaixell depenia de l'esquadró MTSM amb base a Augusta que desenvolupava una intensa activitat a les aigües de Malta, sota el comandament del tinent de vaixell Ongarillo Ungarelli. La nit del desembarcament, Ungarelli va acompanyar personalment la missió, que va servir per preparar el desembarcament previst a Malta, l'operació C3, que posteriorment no es va dur a terme. Donada la importància de la missió, la nau d'assalt, que procedia juntament amb l'MTSM 218, va ser escortada pel torpediner Abba (un vaixell torpediner de la classe Pilo, conegut com a tres tubs) i pel MAS 451 i 452 fins a un distància de seguretat dels sistemes de radar de l'illa.
Separant-se de l'escorta, els MTSM 214 i 218 van continuar amb els motors al ralentí i prop de la costa van enviar primer un vaixell de MTSM 218 amb un nedador expert, que però va ser arrossegat pels corrents i fet presoner l'endemà. Posteriorment l'MTSM 214 va continuar la seva navegació silenciosa fins a uns 150 metres de l'escull, a la cala de Ras Id Dawara, cap al punt d'aterratge escollit, situat a la costa sud-oest de Malta en una zona rocosa prop de l'illot de Filfola. El lloc havia estat escollit pel mateix Borg Pisani, en virtut del seu coneixement dels llocs. Després del desembarcament, però, l'agent no va poder escalar la roca i havia perdut l'embarcació amb l'equipament a causa de l'onatge. Després de dos dies d'intentar-lo, va ser vist per un vigilant anglès de patrulla, jutjat i penjat; Borg Pisani va rebre la medalla d'or al valor militar en memòria.

#### Accions a Turquia
Un altre bussejador que va operar darrere de les línies enemigues va ser Luigi Ferraro, que es va unir als operadors gamma el 1942.
El mateix any, la derrota italoalemanya a la segona batalla d'El Alamein va portar Ferraro a idear una missió que havia de tenir lloc a Trípoli: havia d'arribar a la capital líbia abans que els britànics i assumir el paper d'un ciutadà normal i després, un cop entrat la Royal Navy al port, dur a terme accions de sabotatge. Per fer-ho, però, demanà portar, com a ajuda, la seva dona Orietta Romano. Eugenio Wolk, el seu comandant, després d'una incertesa inicial es va convèncer per donar el vistiplau a la missió, i per això Ferraro va marxar cap a Sfax, a Tunísia.
Els fets de la guerra van obligar l'italià a renunciar a la missió, ja que Trípoli va ser conquerida pels britànics abans que pogués arribar-hi.
De tornada a Itàlia, Junio Valerio Borghese, que va succeir Ernesto Forza al comandament de la Xª Flottiglia MAS l'1 de maig de 1943, li va encarregar una altra missió secreta: al port d'Alessandra els Aliats havien estat practicant el tràfic de crom durant uns quants anys., i l'hauria d'haver limitat enfonsant els vaixells que transportaven el mineral, prestant la màxima atenció a no ser descobert ja que Turquia s'havia declarat neutral.
Amb documents falsos que testimonien la seva condició de diplomàtic al consolat italià, Ferraro va arribar al seu destí a mitjans de maig de 1943. Després d'aproximadament un mes de fer-se passar per un diplomàtic normal amb fins i tot por de l'aigua, el bussejador italià (ajudat per l'agent de SIM Giovanni Roccardi) va entrar en acció el vespre del 30 de juny de 1943: el vapor Orion (7.000 t) estava estacionat davant de la costa i Ferraro hi va nedar portant les càrregues explosives, es va capbussar per connectar els aparells a la quilla del vaixell, i va tornar a la costa arribant al consolat sense ser descobert. El 7 de juliol, l'Orió va ser volat juntament amb la seva càrrega.
Accions similars es van dur a terme a Mersin contra els vapors Kaituna (9 de juliol) i Sicilian Prince (30 de juliol), respectivament de 10.000 t i 5.000 t, i de nou a Alexandretta contra el motor Fernplant (1 d'agost; 5.274 t): el primer només va resultar danyat i una inspecció anglesa va trobar una càrrega sense explotar, el segon va ser sotmès a controls abans de navegar i les bombes van ser desactivades, mentre que la tercera s'enfonsava.
Un cop acabats els "casos", Ferraro va tornar al nord d'Itàlia amb l'excusa d'una malaltia i va ser fet presoner pels angloamericans. Per les seves accions va rebre quatre medalles de plata al valor militar, una per cada acció. Després de la guerra aquests li van ser commutats amb la medalla d'or al valor militar.

### Activitat fins a l'armistici

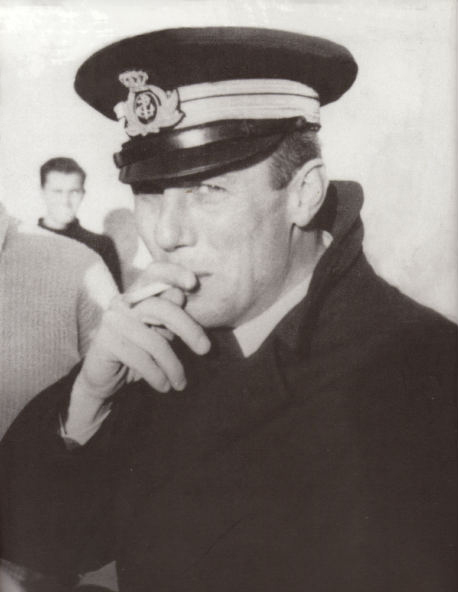
Junio Valerio Borghese Junio Valerio Borghese va assumir el comandament de la Xª Flottiglia MAS l'1 de maig de 1943

El maig de 1942 es va intentar un segon atac al port d'Alexandria sense èxit.
Durant el mateix període, a petició dels alemanys, més assaltants van ser enviats als ports del mar Negre i cinc torpediners a Crimea. Altres petites embarcacions es van utilitzar a les costes del nord d'Àfrica per donar suport a les operacions terrestres.
El 27 de juliol de 1942, el Scirè va sortir de La Spezia amb un grup d'invasors a bord, aturant-se a la base italiana de Lero al Dodecanès per adquirir també els resultats del reconeixement aeri. Tornat a marxar el 6 d'agost, no va donar mai més notícies d'ell mateix. Només més tard es va saber que el 10 d'agost de 1942 havia estat identificat i enfonsat pel vaixell d'arrossegament armat anglès HMS Islay a prop d'Haifa, sense supervivents. Els cossos de dos dels assaltants, el tinent Egil Chersi i el cap Del Ben, van ser recuperats a la platja i enterrats pels britànics amb honors militars. Al Scirèva rebre una de les tres medalles d'or al valor militar concedides a les unitats navals durant la guerra.
A partir del juliol de 1942, el vapor Olterra i la seu de Villa Carmela, en territori espanyol, van ser utilitzats com a bases secretes de la Xª Flottiglia MAS per a les operacions de Gibraltar. El SIM també va participar en l'organització de les dues bases, amb personal de les tres forces armades; entre ells el major Ranieri di Campello, que després del 8 de setembre de 1943 va participar en la campanya d'Itàlia a la Primera Agrupació Motoritzada. Aquestes bases, de les quals sortien nedadors i bussejadors per atacar vaixells fondejats, permetien el grup denominat Esquadró Ursa Maggiore i posteriorment a altres grups una sèrie d'operacions coronades d'èxit.
A mesura que la marea de la guerra va canviar, el nombre de missions va disminuir cada cop més. Tanmateix, es van avaluar i planificar accions a Freetown (una parada important per als aliats) i al riu Hudson a Nova York, però mai es van dur a terme. També estava prevista una actuació per forçar el port de Gibraltar a plena llum del dia. En concret, l'acció contra el port de Nova York es va valorar tant com una acció solitària de la Xª Flottiglia MAS, com en la perspectiva d'una missió de suport a l'acció de la Regia Aeronautica anomenada Operació S. En aquest cas, un desè submarí hauria hagut de fer un subministrament complet a l'oceà Atlàntic com a escala tècnica de l'hidroavió CANT Z.511. La idea va ser jutjada massa arriscada, i la Regia Aeronautica va optar posteriorment per una missió sense escales amb un Savoia-Marchetti SM95 de quatre motors, però l'acció no es va dur a terme mai. L'acció solitària de la Xª Flottiglia MAS preveia, després de la travessia atlàntica que s'iniciava a Bordeus, l'aproximació al port de Nova York pel submarí Leonardo da Vinci que, convenientment modificat amb la retirada del canó a bord, hauria de portar un mini submarí. Aquest mini-submergible, designat CA, després navegaria el Hudson riu amunt per alliberar els operadors del grup Gamma que suposadament van atacar un gratacels de la ciutat. L'atac hauria tingut una gran importància des del punt de vista psicològic, de fet es tractava de demostrar als nord-americans que no estaven segurs ni a casa seva, però aquesta missió també es va quedar en fase de planificació a causa del armistici.

### Fora del Mediterrani
La flotilla també operava alguns dels seus vaixells fora del teatre mediterrani, precisament a Finlàndia i al mar Negre. A principis de 1942, els quatre MAS de la XIIº Squadriglia, comandats pel capità de corbeta Bianchini, van ser traslladats a Finlàndia. La unitat, formada per 17 oficials, 19 sotsoficials i 63 sots-caps i tropa, va començar a funcionar a partir del 25 de juliol de 1942. Els vehicles van funcionar durant 90 dies durant la guerra de continuació amb el personal italià i finalment van ser lliurats als finlandesos entre el 5 i el 26 de juny de 1943. Eren quatre vehicles de la classe 500 -segona sèrie, precisament els 526, 527, 528 i 529; cadascun tenia deu tripulants. La unitat formava part del Destacament Naval Internacional K (Laivasto-osasto K - LOs.K.), formada el 17 de maig de 1942 per alemanys, italians i finlandesos, que van intentar sense èxit interrompre el flux de subministraments russos a través del llac Ladoga en direcció a la ciutat de Leningrad, assetjada des del setembre de 1941, malgrat alguns èxits locals.

### Al mar Negre
Entre les unitats italianes enviades al front oriental també hi havia una petita unitat de la Regia Marina, a petició explícita dels alemanys per operar al mar Negre. La unitat, designada com a "4ª Flottiglia MAS" i posada sota el comandament del capità de fragata Francesco Mimbelli, estava composta inicialment per quatre MAS (posteriorment augmentat a set), sis minisubmarins classe CB, cinc torpediners i cinc MTMs.
La unitat va ser traslladada per terra a la costa del mar Negre (on va arribar el maig de 1942), amb l'indicatiu "Autocolonna MO Moccagatta" amb seu als ports de Ialta i Feodòssia, a la península de Crimea. El MAS i els submarins italians van ser aviat implicats en operacions contra la fortalesa soviètica de Sebastòpol, atacant el trànsit cap a i des de la fortalesa. Després de la caiguda de la ciutat (4 de juliol de 1942), la unitat va ser traslladada al mar d'Azov per protegir el trànsit naval alemany, i després continuar amb les missions de patrulla al llarg de les costes controlades pels soviètics.
La manca de combustible i la mala marxa del conflicte van influir molt en les activitats dels vehicles italians. El 20 de maig de 1943 els MAS supervivents van ser lliurats a la Kriegsmarine i les tripulacions van ser repatriades. Els submarins van continuar operant amb tripulacions italianes fins a l'agost de 1943 des de la seva base a Sebastòpol. Arran de l'armistici italià donat a conèixer amb la proclamació de Badoglio del 8 de setembre de 1943, les tripulacions van ser internades pels alemanys, mentre que els vaixells (ara en mal estat de manteniment) van ser adquirits pels romanesos, per acabar després en mans dels soviètics a Costanza el 1944.
Durant la seva activitat, la unitat va aconseguir enfonsar 3 transports soviètics i 3 submarins, així com danyar el creuer Molotov i e destructor Khàrkiv. Les pèrdues van ascendir a un CB i dos MAS.
Al Mar Negre, en canvi, les operacions van ser molt més rendibles i van incloure l'atac dut a terme, encara que sense èxit per l'explosió fallida d'un torpede, sobre el moderníssim líder de la flotilla Tashkent', els greus danys al creuer Molotov i aquella lleugera del destructor Kharkov, l'enfonsament del submarí Šč-214, atacs a vaixells a motor, canoneres i vaixells mercants.

### Enfonsament i danys a la navegació fins a l'armistici

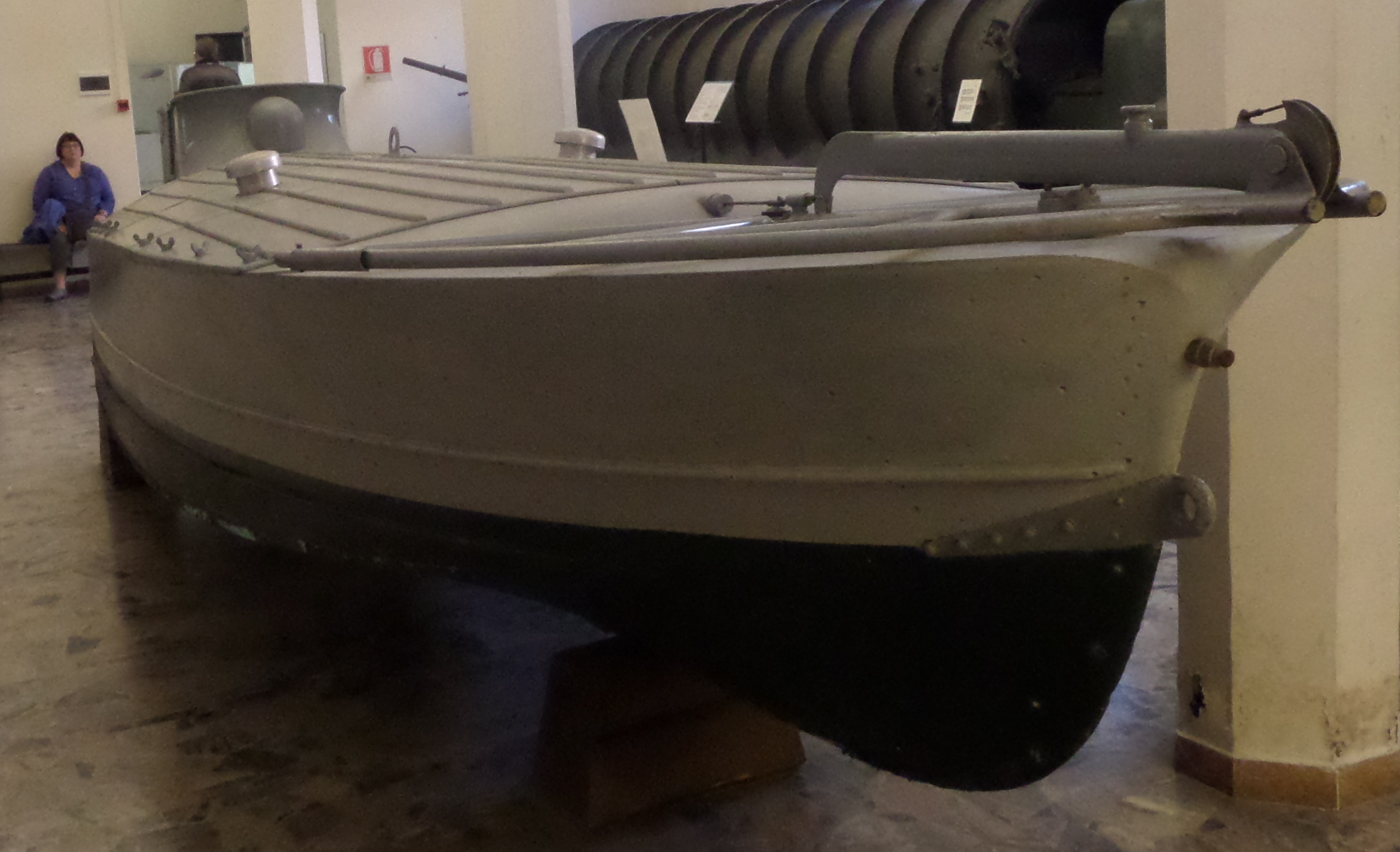
Amb MTM com aquest es va dur a terme l'atac a la badia de Suda

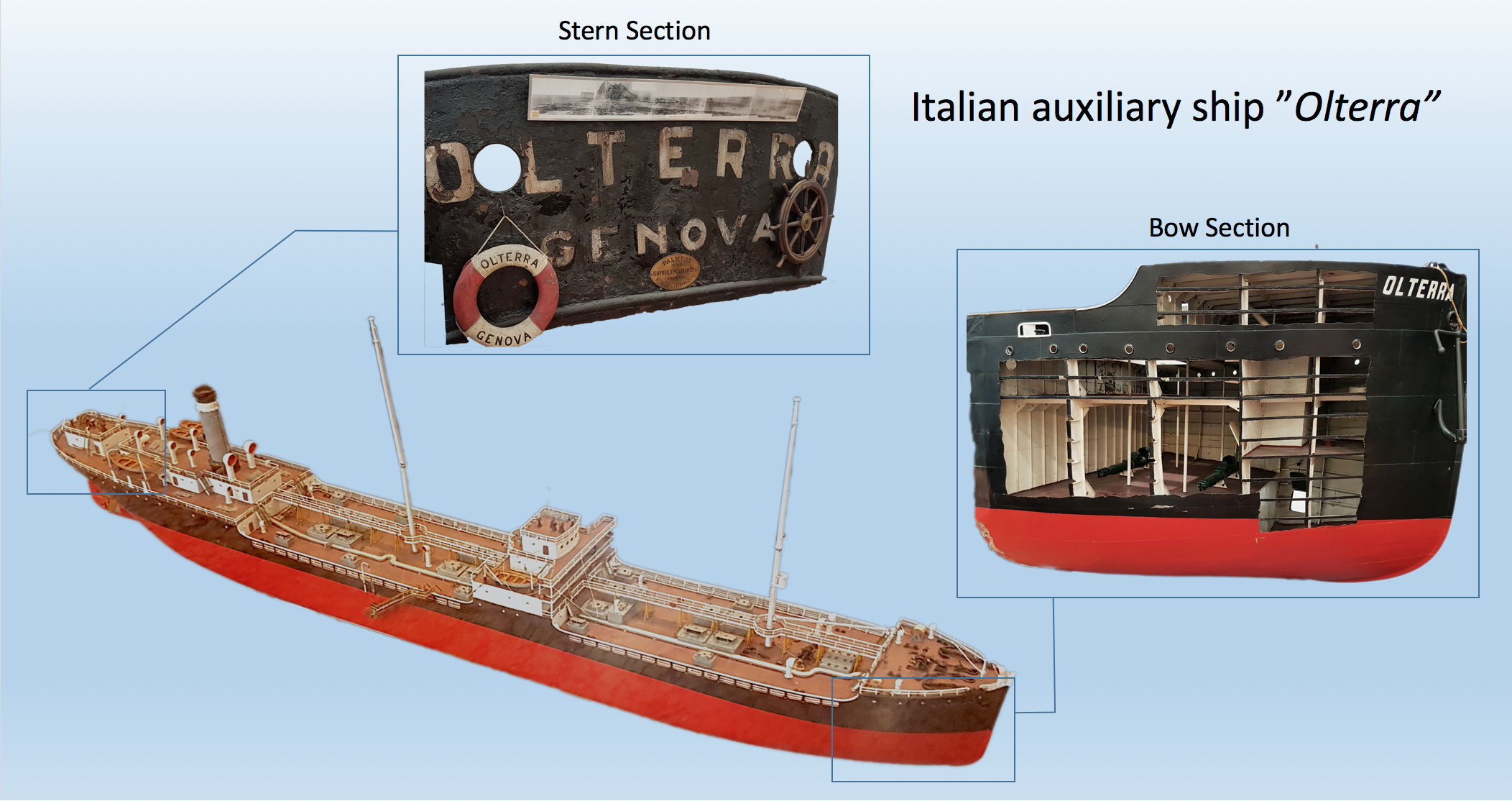
Esquema del petrolier Olterra, amb seu davant de Gibraltar al port espanyol d'Algesires.

Missions dels assaltants de la Xª Flottiglia MAS durant la Segona Guerra Mundial fins a l'armistici; també en aquest cas les tones especificades a continuació són tones de tonatge, per tant unitats de volum, i no de pes.
- Suda Bay - 25-26 de març de 1941: enfonsament del creuer York (8.250 t) i greus danys al petroler Pericles (8.324 t)
- Gibraltar - 10 de setembre de 1941: El Sciré surt de La Spezia amb tres SLC que aconsegueixen enfonsar dos vaixells de vapor i un petrolier.
- Alexandria - desembre 1941 (operació GA3) : els dos cuirassats Queen Elizabeth i Valiant van ser trets de servei ; danys al petroler Sagona (7.750 t) i al destructor Jervis (1.690 t)
- Sebastòpol - 10 de juny de 1942: enfonsament d'un motor de 5.000 t
- Sebastòpol - 12 de juny de 1942: danys a un vaixell de vapor de 10.000 t després enfonsat per avions alemanys
- Sebastòpol - 18 de juny de 1942: danys al creuer Molotov de 10.230 t i enfonsament de dos vaixells armats
- Sebastòpol - 19 de juny de 1942: enfonsament del submarí Šč-214
- Sebastòpol - 1 de juliol de 1942: amb motiu de la capitulació de Sebastòpol, les unitats de la flotilla van dur a terme una intensa activitat de neteja, sostenint enfrontaments amb patrulleres i canoneres. Enfonsament d'una patrullera
- Gibraltar - Juliol de 1942: danys als vapors Meta (1.575 t), Shuma (1.494 t), Empire Snipe (2.497 t) i Baron Douglas (3.899 t).
- Aigües del mar Negre : el tinent Emilio Legnani va atacar un creuer i un destructor enfonsant la unitat principal; va ser condecorat amb una medalla d'or al valor militar el 3 d'agost de 1942[68]
- Alger – operació N.A. 1, desembre de 1942: enfonsament dels vapors Ocean Vanquisher (7.147 t) i Berto (1.493 t); danys als vapors Empire Centaur (7.041 t) i Armattan (6.587 t)
- Gibraltar - Maig de 1943: danys greus als tres vapors Pat Harrison (7.000 t), Mashud (7.500 t) i Camerata (4.875 t).
- Sebastòpol - 19 de maig de 1943: danys, després de durs combats, a dues patrulleres soviètiques.
- Alessandretta i Mersin - juny, juliol i agost de 1943: enfonsament dels vapors Orion (7.000 t) i Fernplant (5.274 t) i danys al vapor Kaituna (10.000 t)[69]
- Gibraltar - Agost de 1943: enfonsament del vaixell cisterna Thorshov (10.000 t) i dels vapors Stanridge (6.000 t) i Harrison Gray Otis (7.000 t).

### Després de l'armistici
L'armistici de Cassibile, anunciat el 8 de setembre de 1943, va dividir les flotilles del MAS en dues parts, inclosa la Xª. Quan l'almirall Raffaele de Courten va anar a demanar consell al gran almirall Paolo Thaon di Revel, va respondre:
"En moments tan delicats cal deixar la màxima llibertat a les consciències, sempre que estiguin sincerament orientades al bé del país."

#### A la Regia Marina
Amb aquests supòsits, una part, inclòs el capità del vaixell Ernesto Forza, va romandre fidel al Regne del Sud formant la unitat especial anomenada "Mariassault". A aquests també s'hi van unir Antonio Marceglia, Luigi Durand de la Penne i d'altres assaltants fets presoners pels britànics i repatriats l'any 1944 després de la seva captivitat. Aquesta unitat va participar en accions al costat de les unitats aliades corresponents, en particular per mantenir obert el port de La Spezia, juntament amb unitats britàniques equivalents, contra l'intent alemany d'enfonsar vaixells a la seva entrada. En concret, es van dur a terme dues operacions importants. El primer, anomenat "QWZ" la nit del 21 de juny de 1944 al port de La Spezia va provocar l'enfonsament del creuer pesant Bolzano, l'últim supervivent de la seva classe i a més danys al creuer Gorizia, ja en reparació pels danys patits en un bombardeig. La segona, anomenada "Brindis", va ser realitzada la nit del 19 d'abril de 1945 per un grup d'assaltants, entre els quals el subtinent de vaixell Nicola Conte i el subcap Evelino Marcolini, i tenia com a objectiu l'enfonsament al port de Gènova del que hauria d'haver estat el primer portaavions italià, l'Aquila, per evitar que fos enfonsat pels alemanys bloquejant així l'entrada al port. Per l'enfonsament de l'Aquila, el subcap Marcolini i el subtinent Conte van ser condecorats amb la Medalla d'Or al Valor Militar. Tal com s'esmenta en els motius de l'atorgament de les medalles, els assaltants van utilitzar material de dubtosa eficàcia, sobrant d'operacions anteriors, ja que no hi havia possibilitat de substitució donat que les places destinades a la recerca, desenvolupament i producció estaven totes en mans de els alemanys.

#### A la República Social Italiana

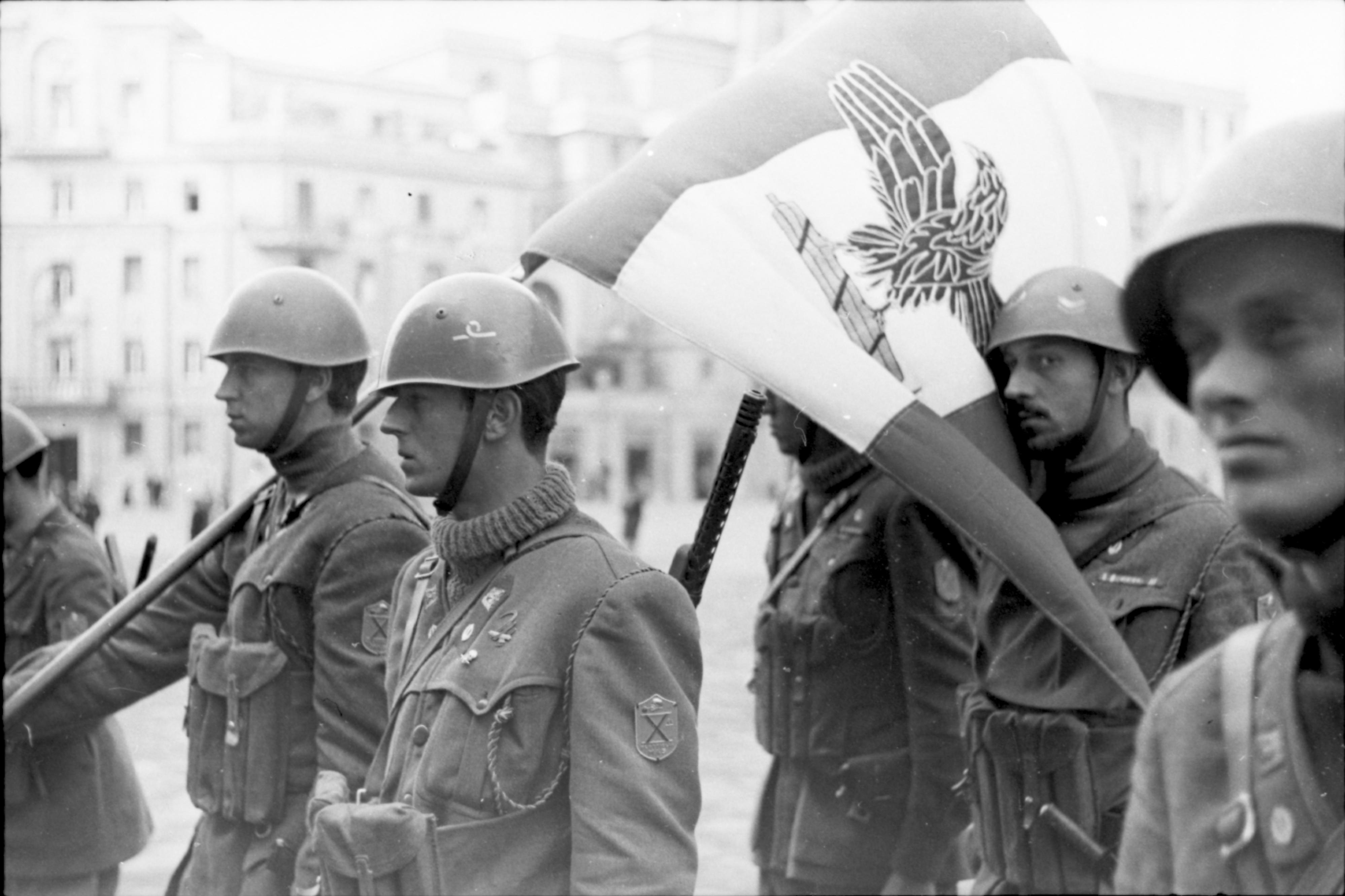
Homes de la RSI pertanyents a la Xª Divisió d'Infanteria de Marina

En la confusió i la dissolució de les forces armades provocades per les circumstàncies de l'armistici del 8 de setembre, el comandament estacionat a la caserna de La Spezia no es va dissoldre i, alarmat, va esperar ordres de manera disciplinada, però evitant destruir els petits vaixells navals a l'interior encara fora de la caserna, part dels quals van caure momentàniament en mans alemanyes. El mateix vespre Junio Valerio Borghese va arribar a l'almirall Aimone d'Aosta i junts van intentar en va contactar amb Roma per tenir la confirmació de l'armistici i rebre ordres. La Xª MAS, continuava estant sense ordres[, va mantenir l'activitat a la caserna inalterada i durant tot el temps la bandera italiana va romandre al pal. Borghese també va ordenar obrir foc contra qualsevol que intentés atacar la caserna aconseguint repel·lir alguns intents alemanys de desarmar els marines. El 9 de setembre, els oficials es van reunir per decidir quin camí prendre i Borghese va reafirmar la seva intenció de continuar la guerra contra elsanglo-americans, escollint una aliança amb Alemanya. L'11 de setembre va reunir els mariners estacionats a La Spezia explicant la situació i donant permís per acomiadar-se dels que no tenien ganes de continuar la guerra La majoria es va acomiadar.
La Xª MAS es va convertir en una unitat militar, amb una divisió d'infanteria de marina i amb unitats navals lleugeres equipades amb MAS, amb l'objectiu de continuar la lluita contra els aliats, però les unitats de la qual també van ser emprades en la lluita antipartisana (Ligúria, Langhe, Carnia, Val d'Ossola, etc.), cometent greus atrocitats com ara el tiroteig sumari de civils i partisans, la captura i tortura d'ostatges civils.
En els altres fronts, la infanteria de marina de la Decima de Borghese va lluitar esporàdicament i durant períodes molt breus contra els angloamericans a Anzio, en defensa de la Línia Gòtica i després de la Línia Verda a Lugo i a Polesine al llarg del riu Senio. Al front oriental va mantenir uns nuclis forts que van funcionar tant com a defensa contra la invasió iugoslava (per exemple en la batalla de Tarnova) com a afirmació de la llei italiana sobre aquelles terres contra els intents de les autoritats d'ocupació alemanyes de desnacionalitzar Venècia Giulia i Friul - administrat com a "Zona d'operacions del litoral adriàtic" (Operationszone Adriatisches Küstenland) - per annexionar-los al Reich (o, cap al final del conflicte, a una renascuda "Gran Àustria" per ser presentada com a "víctima" d'Alemanya.
Durant tot el període posterior a l'armistici, es van mantenir unes estretes relacions secretes entre la X MAS de la República Social i el Mariassalto del Regne d'Itàlia, destinades especialment a evitar que els dos departaments s'enfrontessin directament al front, gestionant els presoners dels dos bàndols sense el coneixement dels comandaments respectivament alemany i anglo-americà, i finalment coordinar un hipotètic intent de desembarcar tropes reials a Istria amb el suport de les unitats locals del Desè Republicà per evitar la invasió de Venècia Giulia per part dels partisans comunistes de Tito.

## La postguerra
Acabada la guerra, els Aliats van establir, entre les clàusules del tractat de pau de París, que l'armada italiana ja no podia posseir, entre altres coses, unitats d'assaltadors i tropes d'assalt; no obstant això, els soldats d'assalt van sobreviure com a bussejadors i submarinistes per a les operacions de recuperació de ports i desminació. Per tant, després del seu ús per part de les Nacions Unides en la guerra contra l'Eix, segons les clàusules de l'Armistici Llarg, el departament va ser dissolt. Tanmateix, ja amb el Full d'Ordre nº 66 de 15 d'octubre de 1947 la Marina reconstitueix subreptíciament un departament de bussejadors i assaltants anomenat "MARICENTROSUB". I, lentament, amb el trasllat semiclandestí dels pocs vehicles supervivents de Venècia a Varignano, l'activitat es va reprendre fins a fusionar-se amb l'actual.
El 1952 el cap d'estat major de la Marina, l'almirall Corso Pecori Giraldi, va encarregar a l'antic comandant de Mariassalla, tinent de Vascello Aldo Massarini, que comencés a estudiar la possible reconstitució d'un departament d'assaigs submarins. Amb l'Ordre núm. 44 de 30 de maig de 1952 neix a La Spezia el Gruppo Arditi Incursori della Marina Militare ("GRUPPARDIN").
En els anys següents, els diferents departaments de bussejadors i assaltants van experimentar una progressiva fusió, que va donar lloc el 1961 a la creació del Grup de Submarinistes i Assaltants Teseo Tesei, també conegut amb el nom de COMSUBIN.
Una activitat menys coneguda d'alguns dels homes que formaven part de la Xª Flottiglia MAS va ser la de formar unitats especials. Fiorenzo Capriotti va formar el departament especial de la marina israeliana, que amb les tàctiques desenvolupades per la Xª durant la Segona Guerra Mundial va enfonsar el vaixell insígnia egipci El Amir Faruk el 22 d'octubre de 1948. El 22 d'octubre de 1992, Capriotti va rebre el grau de "comandant honorari" de la 13a Flotilla (Shayetet 13) per l'almirall Amihai Ayalon. Eugenio Wolk va ser el responsable dels instructors que van formar el primer nucli dels bussejadors d'assalt Buzos Tácticos de la Marina Argentina.

## Comandants
- capità de fragata Paolo Aloisi (abril de 1939 – febrer de 1940)
- capità de fragata Mario Giorgini (febrer de 1940 – setembre de 1940)
- capità de fragata Vittorio Moccagatta (octubre de 1940 – juliol de 1941)
- capità de fragata Ernesto Forza (octubre de 1941 – abril de 1943)
- capità de fragata Junio Valerio Borghese (maig - setembre de 1943)

## Els mitjans utilitzats durant la Segona Guerra Mundial

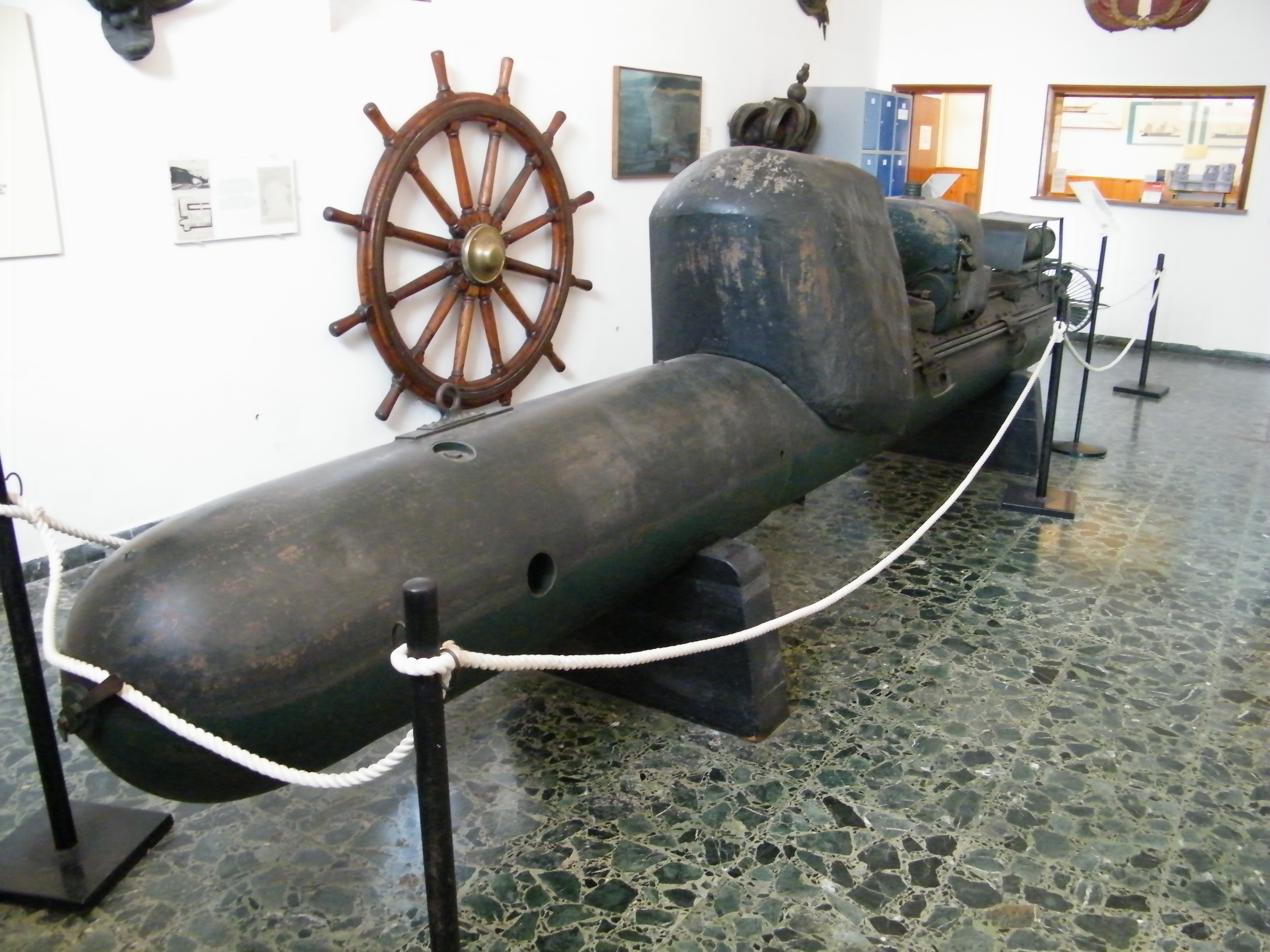
Un torpede de velocitat lenta

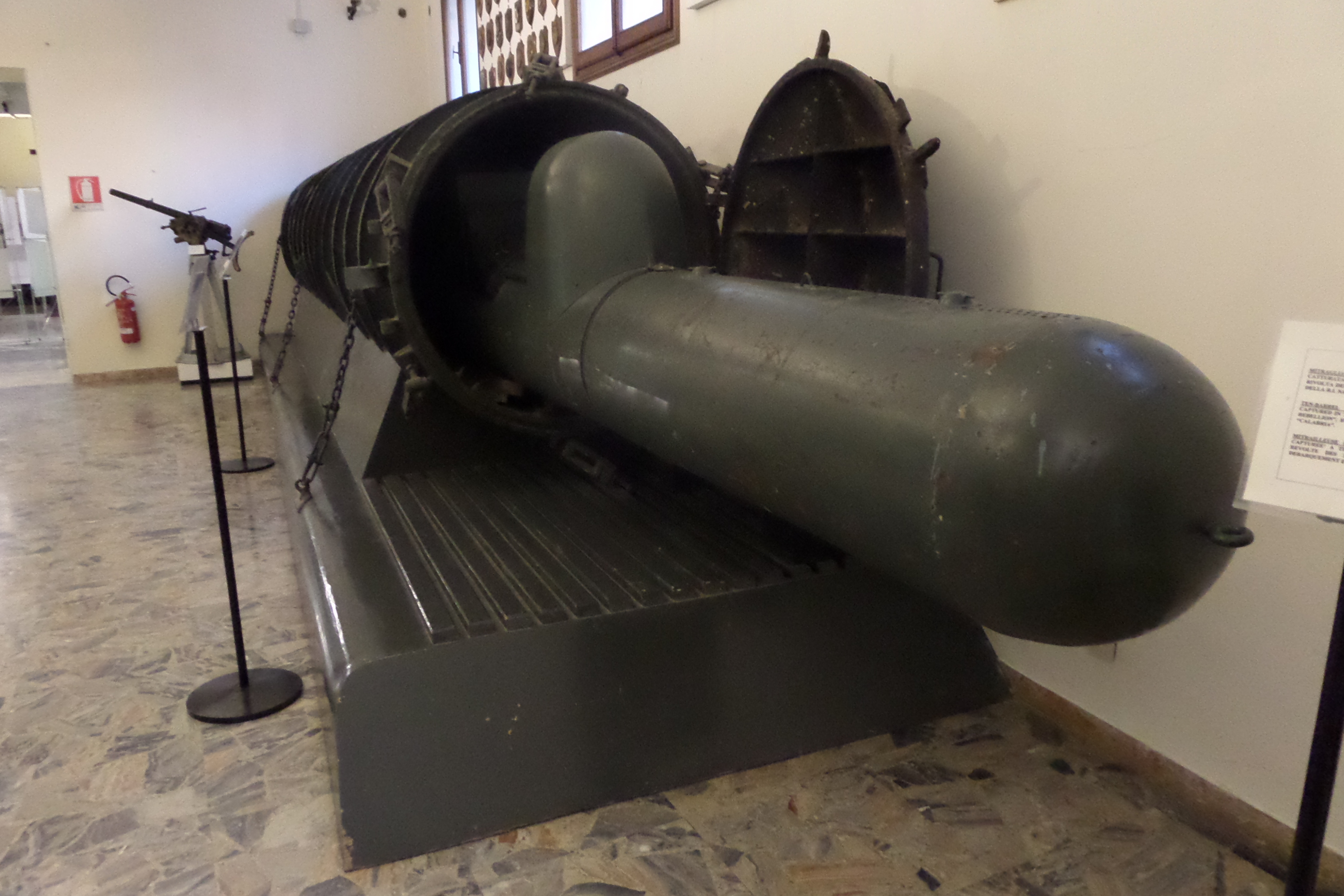
Un contenidor per llanxes SLC

- "Aproximadors": qualsevol vaixell modificat per al transport i operacions d'embarcacions d'assalt. Entre els molts: submarins Scirè, Ambra; vaixells d'arrossegament Cefalo, Sogliola ; destructors Granatiere, Crispi, Sella, Grecale; avís Diana ; Veler a motor Constance
- "Kanguri": dos vaixells torpediners a motor, classe CRDA 60 t 2a sèrie, MS 74 i MS 75, modificats per al transport, llançament i recuperació d'embarcacions d'assalt i SLC
- Caproni CA i Caproni CB: submarins de butxaca
- MAS - Motoscafo armato silurante
- MS – Llanxa torpedinera a motor
- MTL – Motoscafo Turismo Lento: unitat per al transport, llançament i recuperació de dos torpedes lent ; 6 unitats lliurades a l'armistici.[87]
- Casc "R" - petit caiac d'alumini ; comptava amb una càrrega cap endavant desmuntable i una hèlix propulsada per un motor elèctric, a més dels rems; 4 unitats lliurades a l'armistici.[87]
- Llanxes explosives: unes 100 unitats en total[88]
  - MA - Llanxa ràpida d'assalt
  - MAT - Motoscafo Avio Transportato: vaixell a motor amb la proa plena de TNT que s'hauria d'haver transportat per aire al lloc d'acció, enganxat al fuselatge d'un hidroavió. L'interès de Domenico Cavagnari va fer que el primer MAT fos ordenat el febrer de 1936, provat abans de finals d'any amb resultats moderats. L'any 1937 una altra barca a motor estava a punt i el 28 de setembre del mateix any se'n van ordenar dotze, però posteriorment la Regia Marina va revocar l'encàrrec ja que el MAT presentava massa incògnites.[89]
  - MTM - Vaixell a motor de turisme millorat/modificat, la sèrie principal
- MTR - Motora de Turisme Reduït
- MTRM - Llanxa de turisme reduïda modificada
- "Vaixells a motor torpedes" - unes 90 unitats en total[88]
  - MTS - Motoscafo Turismo Silurante, 4 unitats lliurades
  - MTSM - Llanxa Turística Torpedo Modificada, 32 unitats lliurades
  - MTSMA també abreujat com SMA[88] - Llanxa de turisme modificada allargada, 83 unitats ordenades a l'armistici, d'aquestes només 3 lliurades; posteriorment 97 més en van ser ordenats per la Kriegsmarine dels quals se'n van lliurar uns 40
- VAS – Mirador antisubmarí

## Condecorats amb la medalla d'or al valor militar
Els membres de la Xª MAS o Mariassal condecorats amb la medalla d'or al valor militar van ser [93] [94] :
Per les activitats realitzades, la Flotilla va ser condecorat amb la medalla d'or al valor militar amb la citació:
| « | Hereu directe de les glòries dels violadors de ports que van sorprendre el món amb els seus fets durant la Primera Guerra Mundial i van donar a la Marina italiana un rècord fins ara inigualable, la X Flotilla MAS ha demostrat que la llavor sembrada pels herois en el passat ha donat bons resultats. bones collites. En nombroses empreses audaces, menyspreant qualsevol perill, enmig de dificultats de tota mena creades així per les difícils condicions naturals, com en els perfectes preparatius defensius dels ports, l'atreviment dels departaments d'assalt de la Regia Marina, modelats i guiats per la X Flotilla MAS, van poder arribar a l'enemic als racons més segurs dels ports ben equipats, enfonsant dos cuirassats, dos creuers, un destructor i nombrosos vaixells de vapor de més de 100.000 tones de pes. Escollit feix d'esperits heroics, el X Flottiglia MAS s'ha mantingut fidel al seu lema: "Per al Rei i la Bandera". Mediterrani, 1940 – 1943 | » |

Individualment, els condecorats amb la medalla d'or van ser:
| Nom i cognom             | Rang                               | Lloc i data de l'acció                                         |
| ------------------------ | ---------------------------------- | -------------------------------------------------------------- |
| Mario Arillo             | Capità de corbeta                  | Mar Mediterrània, maggio-de desembre de 1942                   |
| Emilio Barberi           | Sergent d'artilleria P.S.          | Suda, 26 de març de 1941                                       |
| Lino Beccati             | 2n Cap Mecànic                     | Suda, 26 de març de 1941                                       |
| Emilio Bianchi           | Submarinista Mestre 3a classe      | Alexandria, 18-19 de desembre de 1941                          |
| Fernando Berardini       | Tinent sapador (Regio Esercito)    | 3 d'abril de 1942-20 de novembre de 1944                       |
| Gino Birindelli          | Tinent del vaixell                 | Gibraltar, 30 d'octubre de 1940                                |
| Ettore Bisagno           | Sotstinent del vaixell             | Mar Negre, de juny de 1942                                     |
| Junio Valerio Borghese   | Capità de corbeta                  | Mediterrània occidental, 21 d'octubre de-3 de novembre de 1940 |
| Carlo Bosio              | Sotstinent del vaixell             | Malta, 26 de juliol de 1941                                    |
| Angelo Cabrini           | Sotstinent del vaixell             | Suda, 26 de març de 1941                                       |
| Aristide Carabelli       | Sotstinent A.N.                    | Malta, 26 de juliol de 1941                                    |
| Nicola Conte             | Sotstinent del vaixell             | Gènova, 19 d'abril de 1945                                     |
| Alessio De Vito          | Artiller en cap de 3a classe       | Suda, 23 de març de 1941                                       |
| Luigi Durand de la Penne | Tinent del vaixell                 | Alexandria, 18-19 de desembre de 1941                          |
| Luigi Faggioni           | Tinent del vaixell                 | Suda, 26 de març de 1941                                       |
| Bruno Falcomatà          | Capità mèdic                       | Malta, 26 de juliol de 1941                                    |
| Luigi Ferraro            | Cap de manípol MILMART             | Mediterrània, 7 de juliol de-4 d'agost de 1943                 |
| Roberto Frassetto        | Sotstinent del vaixell             | Malta, 26 de juliol de 1941                                    |
| Giorgio Giobbe           | Capità de corbeta                  | Malta, 26 de juliol de 1941                                    |
| Emilio Legnani           | Tinent del vaixell                 | Mar Negre, 3 d'agost de 1942                                   |
| Giovanni Magro           | Subcap de bussejador               | Gibraltar, 9 de desembre de 1942                               |
| Girolamo Manisco         | Guardiamarina                      | Gibraltar, 22 de desembre de 1942                              |
| Antonio Marceglia        | Capità G.N.                        | Alexandria, 18-19 de desembre de 1941                          |
| Evelino Marcolini        | Subcap bussejador                  | Gènova, 19 d'abril de 1945                                     |
| Mario Marino             | Capo Submarinista Mestre 3a classe | Alexandria, 18-19 de desembre de 1941                          |
| Vincenzo Martellotta     | Capità A. N.                       | Alexandria, 18-19 de desembre de 1941                          |
| Vittorio Moccagatta      | Capità de fragata                  | Malta, 26 de juliol de 1941                                    |
| Alcide Pedretti          | 2n mestre bussejador               | Malta, 26 de juliol de 1941                                    |
| Spartaco Schergat        | 2n mestre bussejador               | Alexandria, 18-19 de desembre de 1941                          |
| Tullio Tedeschi          | Enginyer en cap naval 3a classe    | Suda, 26 de març de 1941                                       |
| Teseo Tesei              | Major GN                           | Malta, 26 de juliol de 1941                                    |
| Salvatore Todaro         | Capità de corbeta                  | Mediterrània, de juny de 1942-de desembre de 1942              |
| Guido Vincon             | Subcap torpediner                  | Malta, 26 de juliol de 1941                                    |
| Licio Visintini          | Tinent del vaixell                 | Gibraltar, 8 de desembre de 1942                               |

Nota: El subrallat lila indica concessió a títol pòstum

## Documentals i filmografia
A més de diversos documentals, basats en gran part en material d'arxiu de l'Istituto Luce, les accions de la Xª MAS fins a l'armistici de setembre de 1943 van inspirar les següents pel·lícules:
- Els set de l'Ossa Major, filmada el 1953[95] i dedicat especialment a les bases secretes italianes d'Alexandria i Gibraltar
- L'enfonsament del Valiant, una coproducció italo-britànica de 1962, relacionada amb els fets relacionats amb l'enfonsament del cuirassat anglès Valiant al port d'Alexandria
- Mizar (Sabotatge al mar), pel·lícula italiana de 1954 inspirada en les accions de Luigi Ferraro a Turquia
- Incursori, un documental italià en color dels anys 50 del director Armando Tamburella, supervisat pel com. Aldo Massarini i rodat als voltants de La Spezia.[96]
- Torpedes humans, pel·lícula de 1954 reconstrueix l'atac de la marina italiana el 1941 contra l'anglès ancorat a la badia de Suda a Creta.
- La dona que venia del mar
- L'enemic silenciós